# Lighthouse Tower
Lighthouse Tower lautet der Name eines Wolkenkratzers in der Stadt Dubai, welcher sich im Bau befand. 2009 wurden die Bauarbeiten jedoch unterbrochen und im Mai 2010 vollständig abgesagt.
Der Bau des Wolkenkratzers wurde im Jahr 2008 begonnen und sollte ursprünglich bis 2011 vollendet sein. Der Turm sollte eine Höhe von 402 Metern erreichen. Der Lighthouse Tower hätte 64 Stockwerke gehabt, die eine nutzbare Fläche von rund 140.000 Quadratmeter geboten hätten. Diese sollten nach den Planungen ausschließlich für Bürozwecke in Anspruch genommen werden. Der Turm hätte zu den höchsten Bauwerken Dubais gezählt, jedoch auch zu den höchsten der Erde. Der Tower sollte unter anderem über eine integrierte Windkraftanlage verfügen. Das ganze Bauwerk sollte unter umweltfreundlichen Gesichtspunkten errichtet werden. Die Arbeiten am Gebäude wurden aufgrund finanzieller Schwierigkeiten im Spätsommer 2009 unterbrochen. Einen Termin für die geplante Wiederaufnahme der Arbeiten gab es danach nicht. Im Mai 2010 wurde das Bauvorhaben aufgrund anhaltender Finanzprobleme vollständig abgesagt. Die Baugrube wurde bereits geschlossen.